# Pgrep (Unix)
A pgrep parancs reguláris kifejezéssel megadott nevű processzeket keres, és visszaadja azok folyamatazonosítóját (processz ID-jét).
Először a Solaris 7-ben volt alkalmazva. Ezt beimplementálták később Linux-ba és OpenBSD-be.

## Példák
A pgrep alapértelmezetten a futó folyamat azonosítóját adja vissza:
pgrep taskname
Ez a következő parancssorral ekvivalens:
ps ax | grep taskname | grep -v grep | awk '{print $1}'
- Az összes folyamat (hosszú alakban ID és név) mely az other csoport alatt futnak:

pgrep -l -G other
- Az összes folyamat, melyet nem a root felhasználó indított:

pgrep -v -u root